# LG U
LG U는 LG전자가 LG U+와 협업해서 2016년 10월 31일 출시한 보급형 스마트폰이다. 이름인 U는 Your Smartphone이라는 의미로 사용자를 지향한다는 의미를 담고 있다. LG U+에서는 출시 초기에 20명의 U폰 체험단을 모집하기도 했다.

## 운영 체제 / 소프트웨어

### 안드로이드 6.0.1 마시멜로
LG U는 6.0.1 마시멜로를 탑재하여 출시되었다.

## 특수 기능

### 오토 셀피
자동으로 얼굴을 인식하여 셀카를 촬영하는 기능이다. 기존 LG전자 스마트폰에 탑재되었던 제스쳐 샷에서 발전된 기능이다.

### 뷰티 샷
셀카를 찍으면 자동으로 보정이 되는 기능이다.

### HD DMB
기존 QVGA 해상도의 DMB에서 HD 해상도로 화질이 12배 개선된 DMB 기능이다. 현재는 YTN, JTBC, MBN 등만 시청할 수 있으며, KBS 등의 기타 방송사는 추후 채널 추가 예정이다.

## 액세서리

### 컬러 액정 보호 필름
LG U를 사면 기본으로 주는 액정 보호 필름이다. 블랙 색상은 따로 액정 보호 필름이 들어있지 않고 본체에 붙어져서 나오지만 화이트, 핑크 색상은 본체 색상에 맞게 색이 입혀져서 나오므로 기본으로 붙여져 있지 않고 따로 동봉되어 나온다.

## 색상
- 블랙
- 화이트
- 핑크

## 같이 보기
- LG X
- LG K